# Leon Chwistek

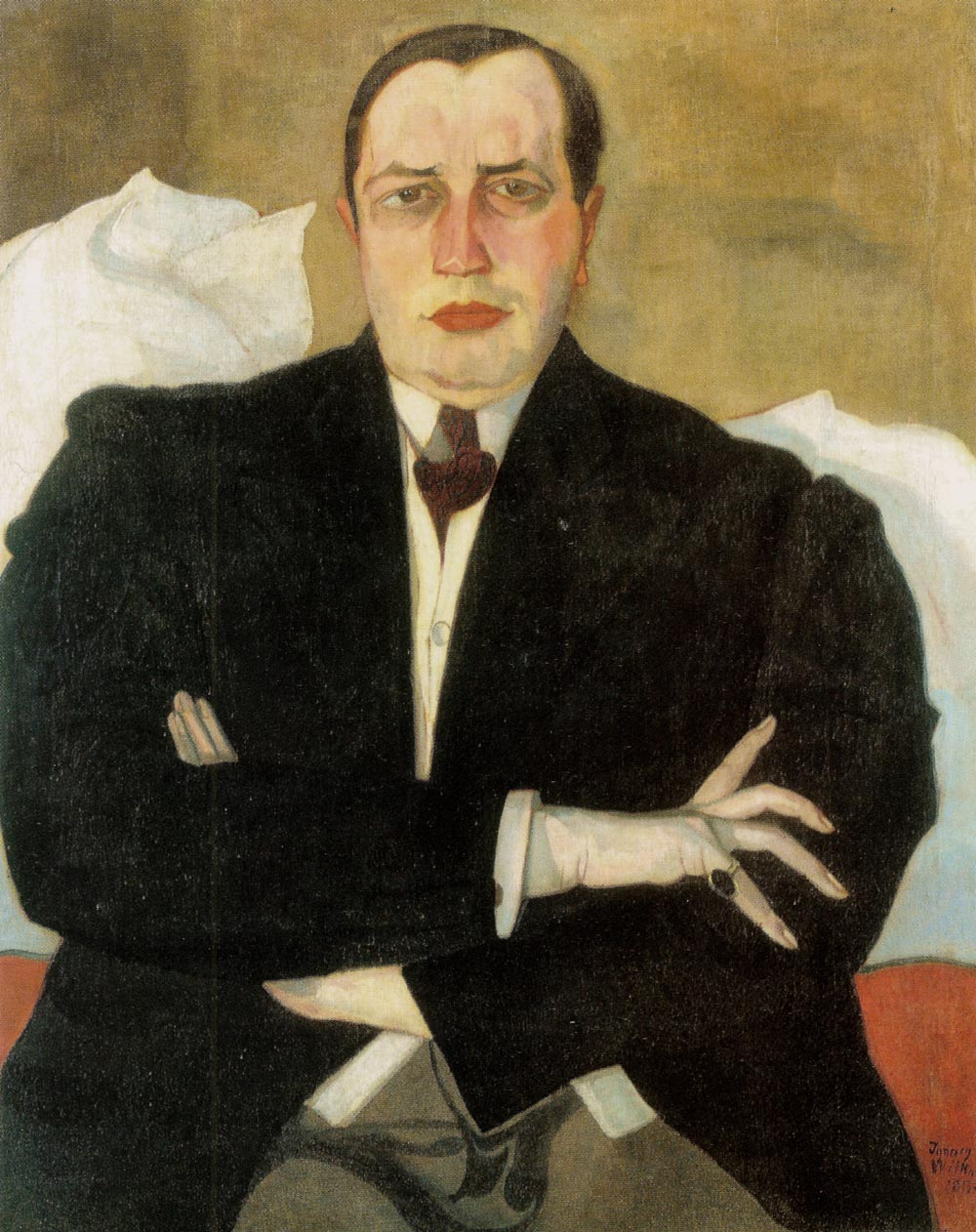
Portret Leona Chwistka autorstwa Witkacego, 1913

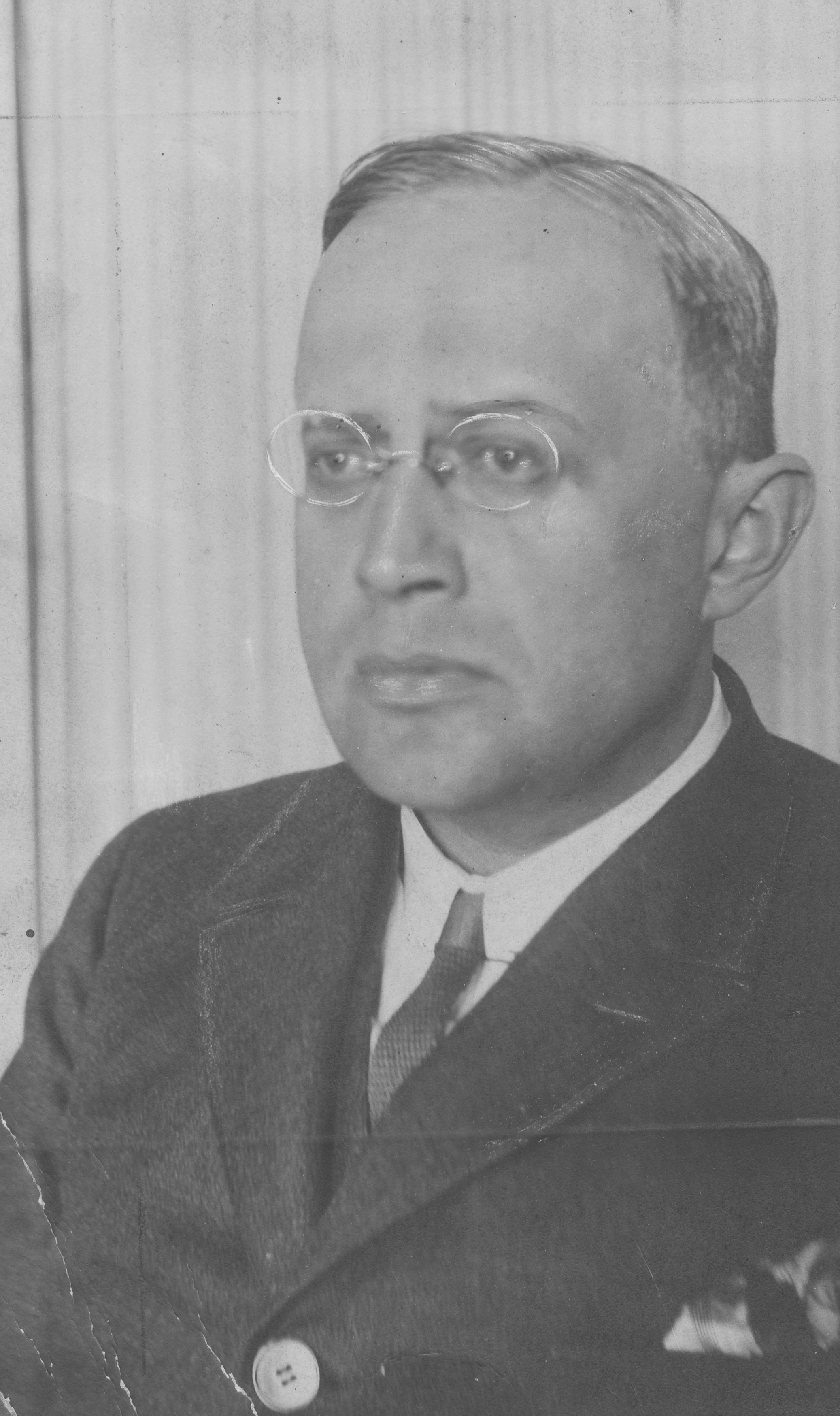
Leon Chwistek, 1925

Leon Kazimierz Antoni Chwistek (ur. 13 czerwca 1884 w Krakowie, zm. 20 sierpnia 1944 w Barwisze koło Moskwy w Związku Radzieckim) – polski polihistor: naukowiec zajmujący się filozofią i matematyką, a także artysta: malarz, prozaik, teoretyk sztuki.

## Życiorys
Był synem Bronisława i Emilii z Majewskich. Jego ojciec Bronisław Chwistek (1854 lub 1856–1922) był lekarzem klimatycznym w Krynicy i Zakopanem. Otworzył jeden z pierwszych zakładów wodoleczniczych w Zakopanem w wilii „Hygea” na Krupówkach oraz sanatorium dla chorych nerwowo w wilii „Adasiówka”. Matka była pianistką i malarką, uczennicą Jana Matejki i Karola Mikulskiego.
Dzieciństwo spędził w Zakopanem. Tam zaprzyjaźnił się ze Stanisławem Ignacym Witkiewiczem, Bronisławem Malinowskim, Karolem Szymanowskim i Tadeuszem Szymberskim. Do gimnazjum, które ukończył w 1902, uczęszczał w Krakowie, gdzie mieszkał u swojego wujostwa: architekta Eustachego Śmiałowskiego i Edomondy z Majewskich.
W latach 1903–1904 jako wolny słuchacz studiował na krakowskiej ASP u Józefa Mehoffera. W latach 1902–1906 Uniwersytecie Jagiellońskim studiował filozofię, psychologię i matematykę. W roku 1906 doktoryzował się rozprawą O aksjomatach, w roku 1907 złożył egzamin nauczycielski. Od tego roku, przez dwadzieścia lat z przerwami, nauczał matematyki i propedeutyki filozofii w Państwowym III Gimnazjum im. Króla Jana Sobieskiego w Krakowie, które sam wcześniej ukończył. W latach 1908–1909 kontynuował studia filozoficzne w Getyndze, gdzie słuchał wykładów Henriego Poincarégo. Tam też poznał swoją przyszłą żonę. W 1910 przebywał w Wiedniu, gdzie zafascynowało go weneckie malarstwo renesansowe. W latach 1913–1914 studiował w Paryżu rysunek i po raz pierwszy zetknął się z twórczością kubistów. Tam też stoczył słynny (wygrany) pojedynek na szable z malarzem Władysławem Dunin-Borkowskim, który publicznie obraził jego narzeczoną i późniejszą żonę Olgę Steinhausównę (jednym z sekundantów Chwistka był Bolesław Wieniawa-Długoszowski).
W latach 1914–1916 był w szeregach Pierwszej Brygady Legionów. Został odznaczony Krzyżem Niepodległości.
W 1917 był współzałożycielem krakowskiej grupy „Ekspresjoniści Polscy”, przemianowanej w roku 1919 na Formistów. Chwistek został jej czołowym teoretykiem.
W 1919 był jednym z założycieli Polskiego Towarzystwa Matematycznego. Od roku 1922 wykładał matematykę dla przyrodników na Uniwersytecie Jagiellońskim, gdzie habilitował się w roku 1928 z logiki matematycznej. Dzięki m.in. rekomendacji Bertranda Russella i Stefana Banacha objął w 1930 katedrę logiki matematycznej i stanowisko profesora nadzwyczajnego na Wydziale Matematyczno-Przyrodniczym w Uniwersytecie Jana Kazimierza we Lwowie (kontrkandydatem był Alfred Tarski). W 1938 został mianowany profesorem zwyczajnym.
Po wybuchu II wojny światowej i zajęciu Lwowa przez ZSRR pozostał na uczelni. Rozpoczął także współpracę z Czerwonym Sztandarem. We wrześniu 1940 wstąpił do Związku Radzieckich Pisarzy Ukrainy. W czerwcu 1941, tuż przed wkroczeniem wojsk niemieckich, ewakuował się ze Lwowa wraz z wojskami sowieckim w głąb Rosji. Od 1941 do 1943 mieszkał w Tbilisi, gdzie nauczał analizy matematycznej, od 1943 zaś w Moskwie. Działał w Związku Patriotów Polskich w ZSRR. Na wniosek ZPP został dokooptowany do Krajowej Rady Narodowej, choć pozostał bezpartyjny. Publikował w organie ZPP – „Wolna Polska”. Zmarł w 1944 w Barwisze k. Moskwy po długotrwałej chorobie. Jego prochy spoczywają w masowej mogile ofiar represji stalinowskich na Cmentarzu Dońskim w Moskwie; symboliczny grób znajduje się na Cmentarzu Rakowickim w Krakowie (pas AA).

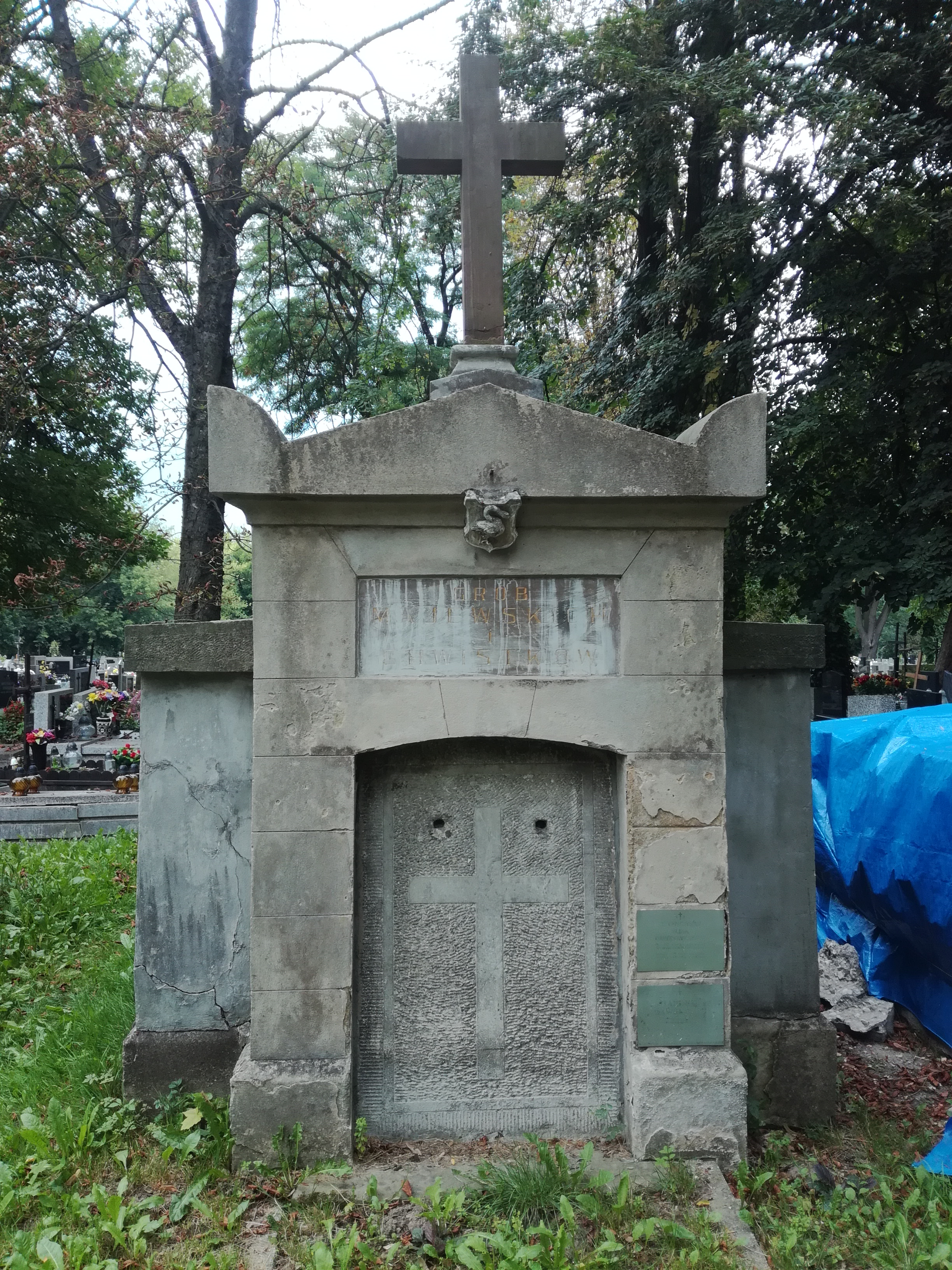
Grób symboliczny Leona Chwistka

Jego żoną była Olga (1892–1962) – siostra Hugona Steinhausa, siostrą – Anna Stożkowa, żona matematyka Włodzimierza Stożka, córką – Alina Dawidowiczowa (1918–2007), matematyczka, malarka i autorka wspomnień, zaś wnukami – architekt Agnieszka Mancewiczowa (1940-2021) i matematyk Antoni Leon Dawidowicz (1952–2022).

## Twórczość

### Matematyka
Jako logik działał na obrzeżach tzw. szkoły lwowsko-warszawskiej, której założycielem był Kazimierz Twardowski. Swoje koncepcje logiczne (rozszerzenie teorii typów logicznych) tworzył w odniesieniu do prac Bertranda Russella i Henriego Poincarégo. Był też (obok Jana Łukasiewicza) jednym z prekursorów stosowania w logice tzw. notacji polskiej. W korespondencji z idealistą i mesjanistą Wincentym Lutosławskim krytykował jednak wspólnie z nim szkołę lwowsko-warszawską jako niedojrzałą, a w liście z 23 października 1923 przypisał Wykładom Jagiellońskim (1901–1902) Lutosławskiego wpływ na własny wybór studiów filozoficznych.

### Powieści
- Kardynał Poniflet – powieść napisana w 1906 roku, a zniszczona w rękopisie w 1917 roku[8];
- Pałace Boga – powieść napisał w latach 1932–1933. Przez następne lata bezskutecznie starał się wydać ją drukiem. Wydawcy obawiali się opublikować powieść ze względu na jej radykalizm społeczny, a autor nie chciał iść na żadne kompromisy. W 1934 w czasopiśmie „Czas” ukazało się kilka jej fragmentów. Latem 1939 Stefan Napierski zdecydował się drukować Pałace Boga w redagowanym przez siebie dwumiesięczniku Ateneum[9]. Po wojnie Ludwik Bohdan Grzeniewski na podstawie zachowanych fragmentów podjął się rekonstrukcji powieści[10].

### Teoria sztuki
Był głównym teoretykiem formizmu. Teorię strefizmu można traktować jako rozwinięcie i kontynuację formizmu. Zgodnie z jego regułami, kompozycja obrazu była podzielona na strefy, charakteryzujące się dominantą jednej barwy i jednego zwielokrotnionego kształtu. W roku 1935 na łamach łódzkiego czasopisma Forma została opublikowana polemika Chwistka z Władysławem Strzemińskim. Spór dotyczył konfrontacji strefizmu i unizmu.

### Twórczość malarska
W malarstwie opowiadał się za twórczością spontaniczną. Był zafascynowany miastem i jego dynamicznością. Jego obrazy często nosiły tytuły Miasto, Łódź. Znaczną popularność zyskał jego obraz Szermierka z 1920 roku. Artysta zajmował się również sztuką portretową. W latach 1926–1930 wykonał wizerunki około stu osobistości z naukowych i intelektualnych środowisk Krakowa.
Jego prace znajdują się w zbiorach Muzeum Narodowego w Warszawie, Muzeum Narodowego w Krakowie, Muzeum Sztuki w Łodzi i innych.
Indywidualne wystawy malarstwa miał w 1927 roku w Krakowie i w 1934 roku we Lwowie.

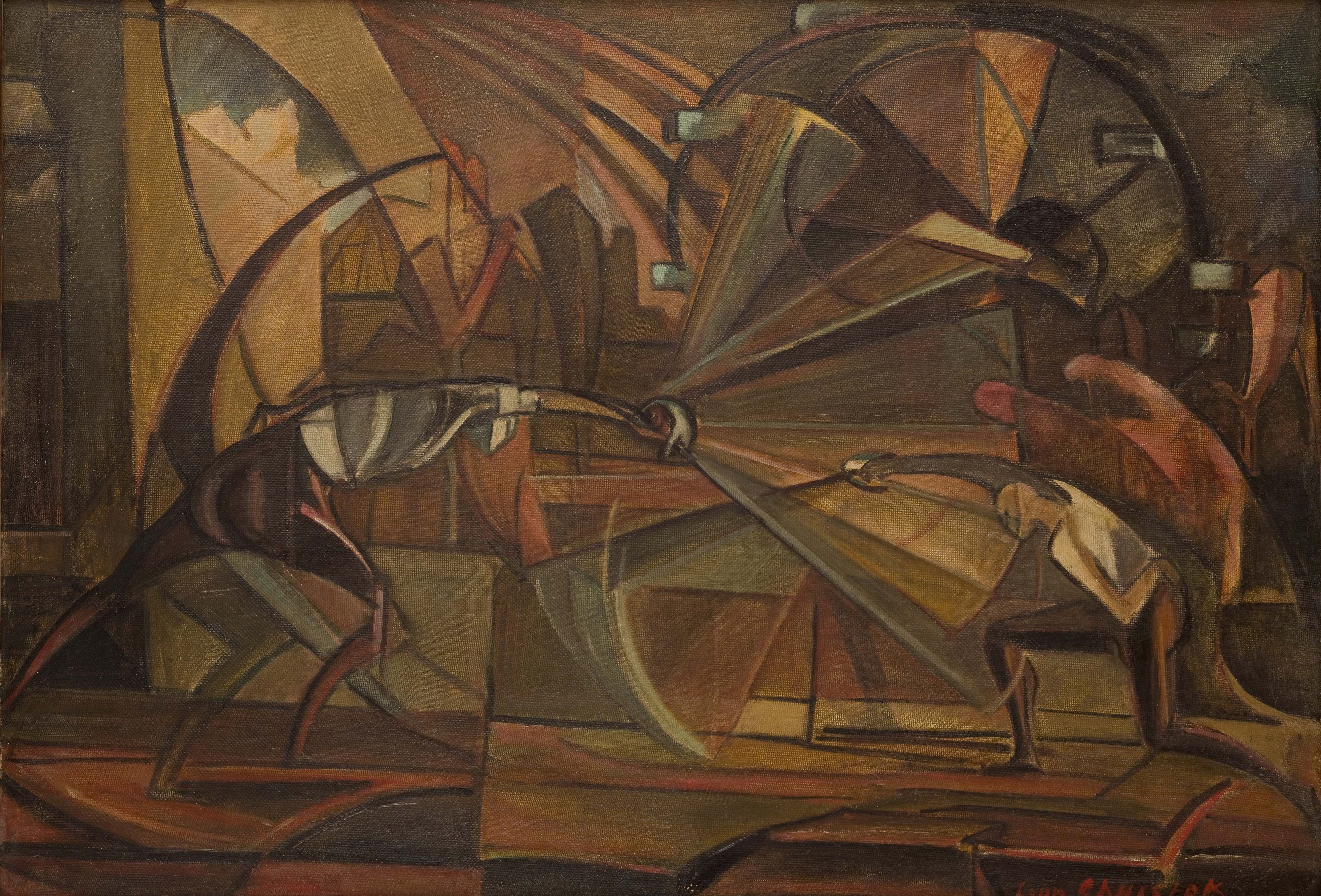
Szermierka, 1919
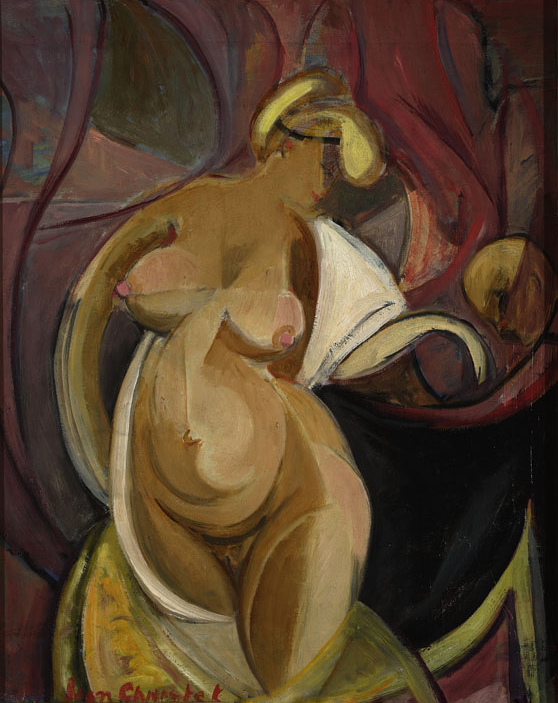
Akt kobiecy, ok. 1919
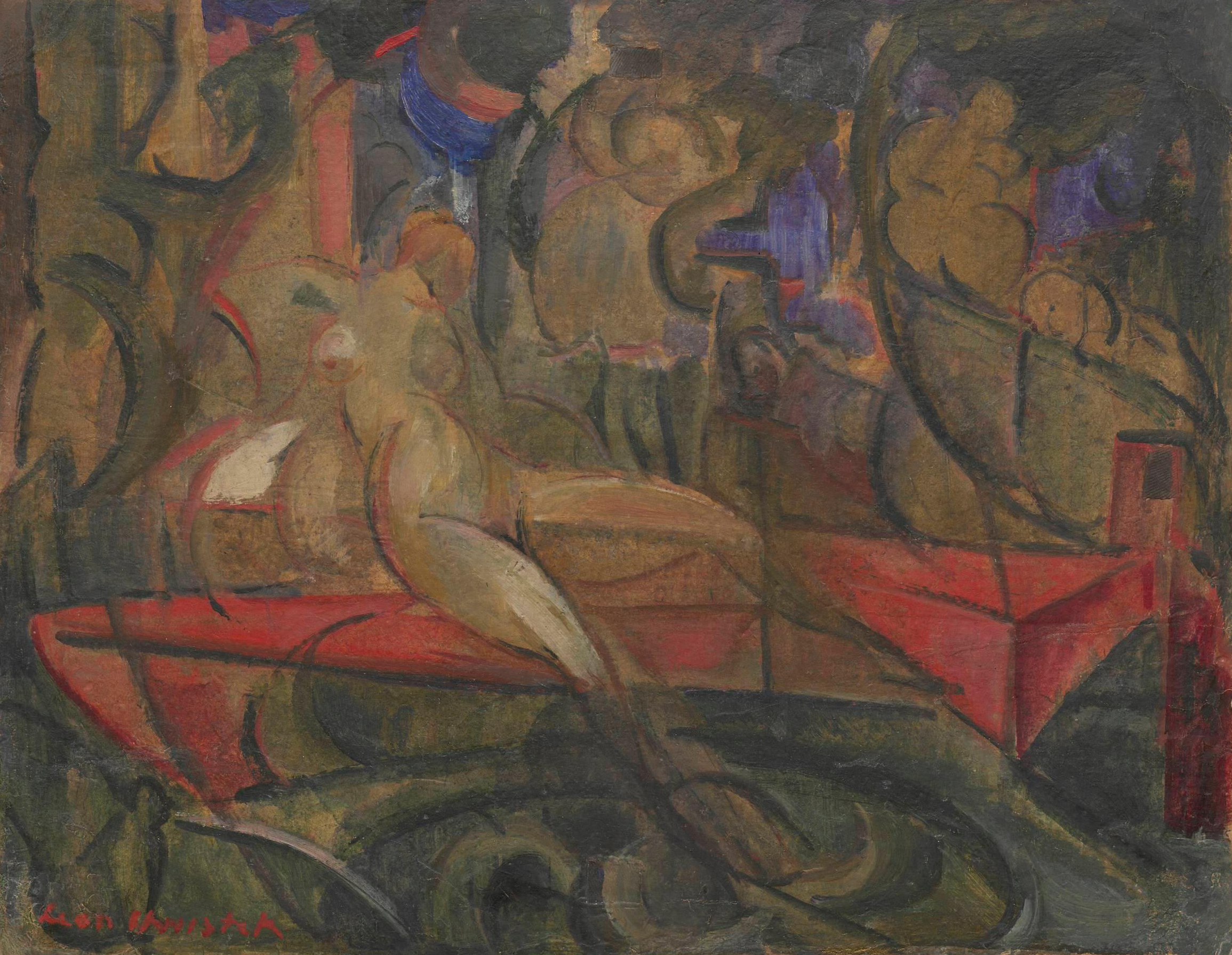
Łódka, ok. 1919
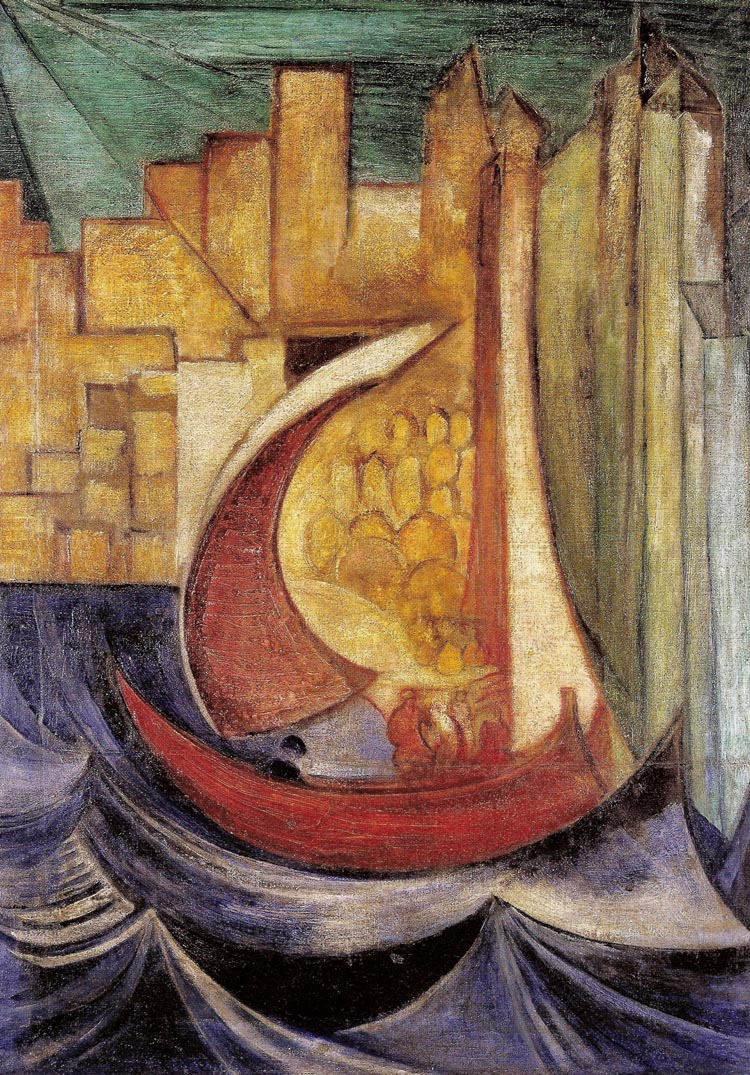
Łódź, 1919
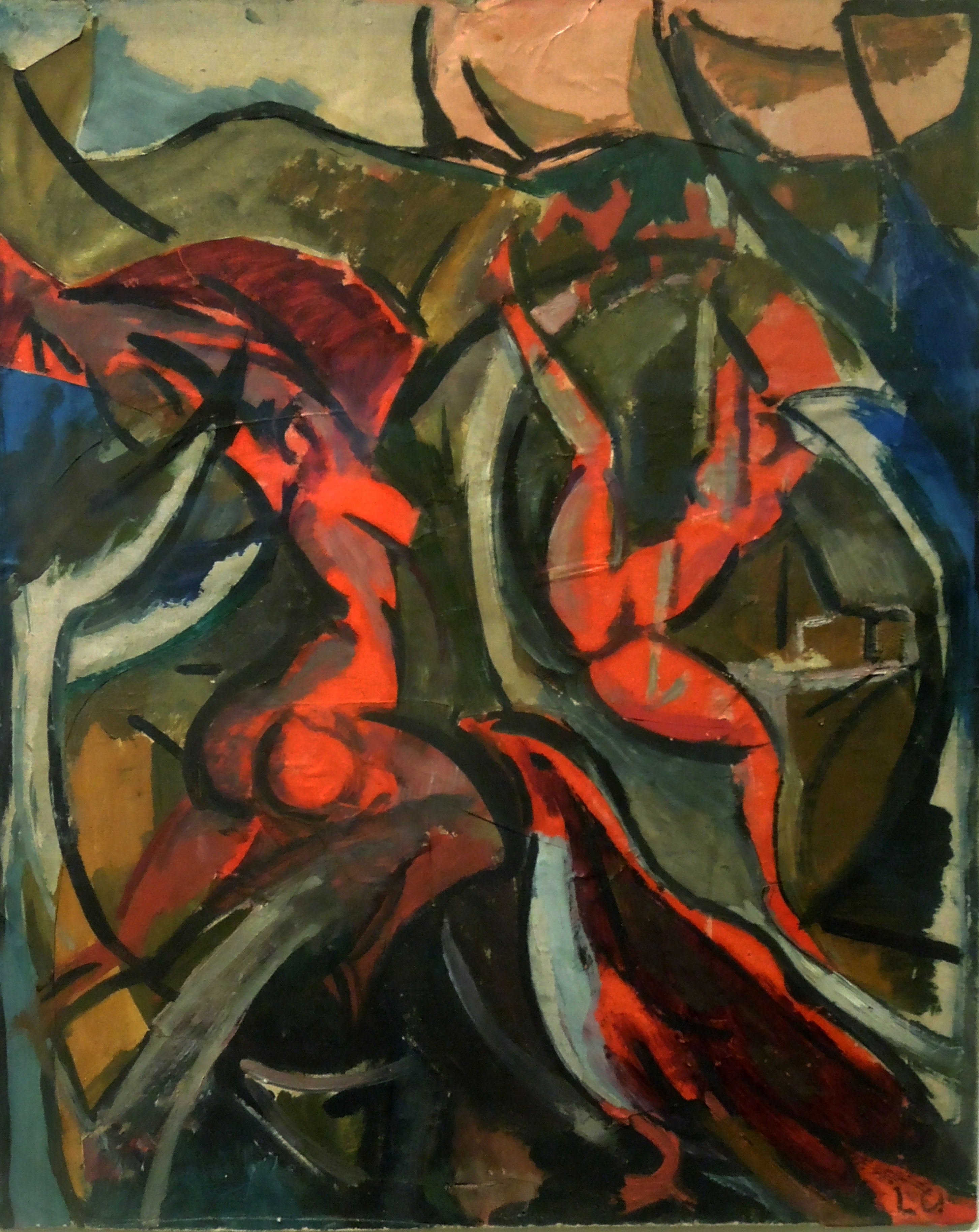
Salamandry, ok. 1920
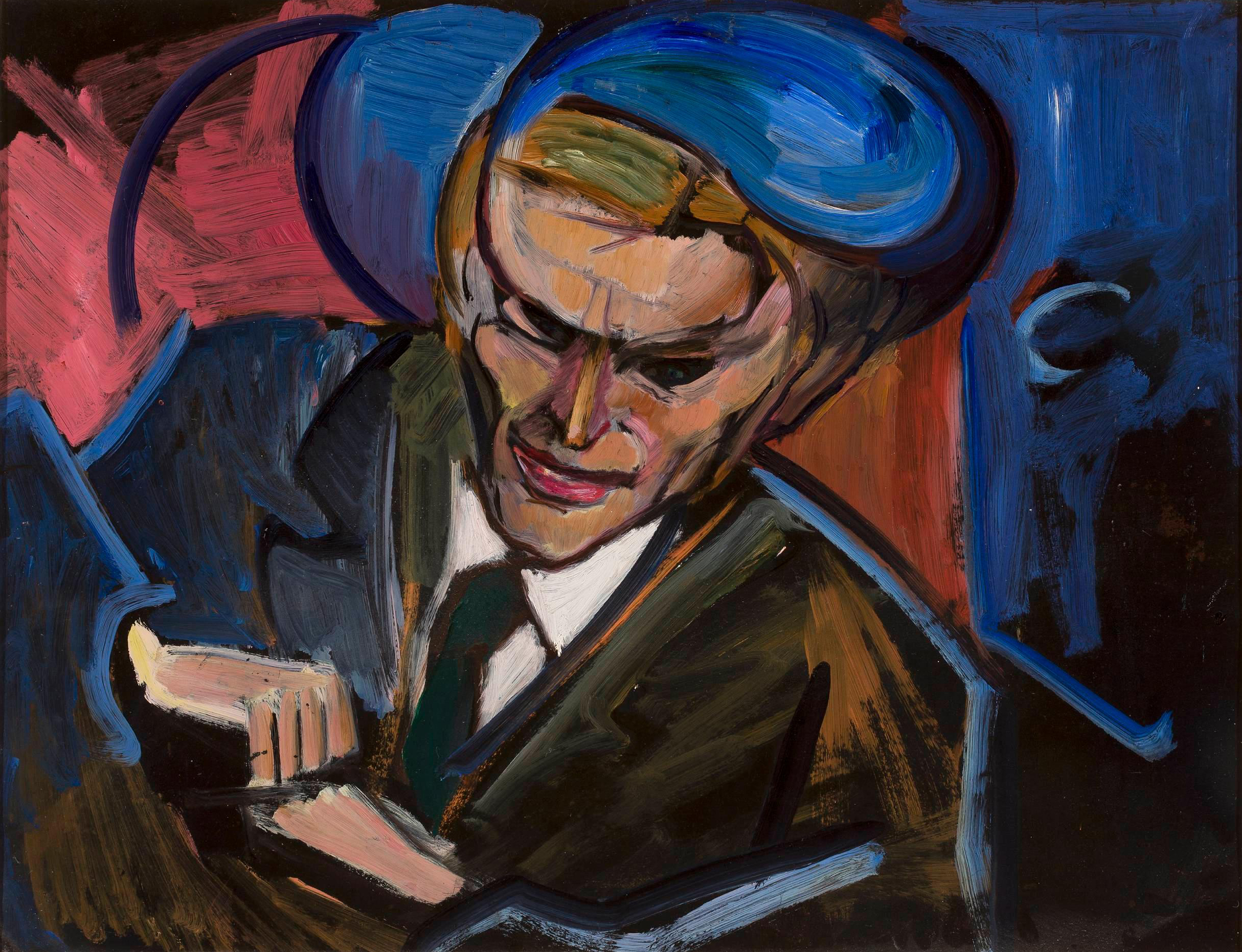
Portret Tytusa Czyżewskiego, ok. 1920
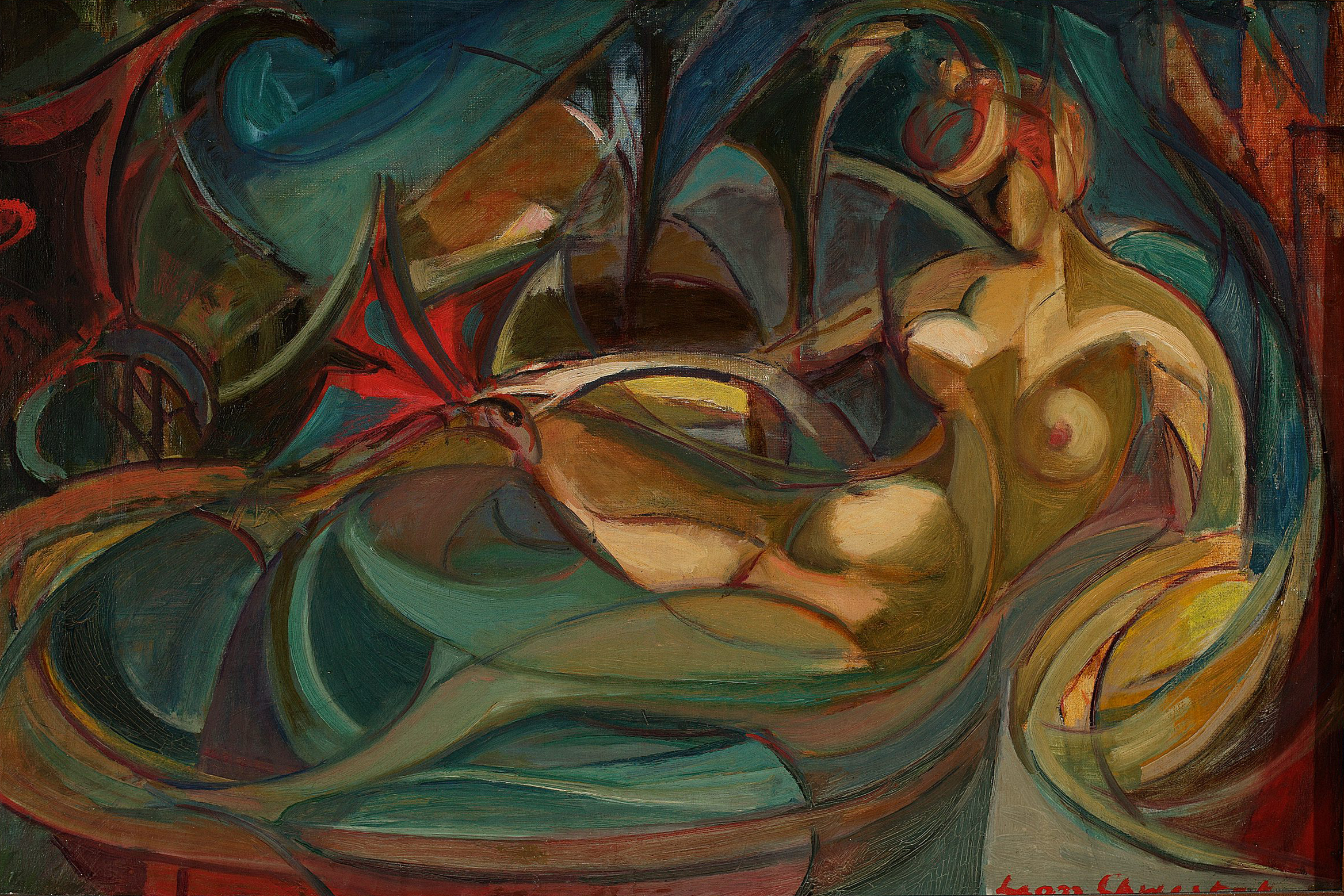
Akt kobiecy – Motyle, ok. 1920
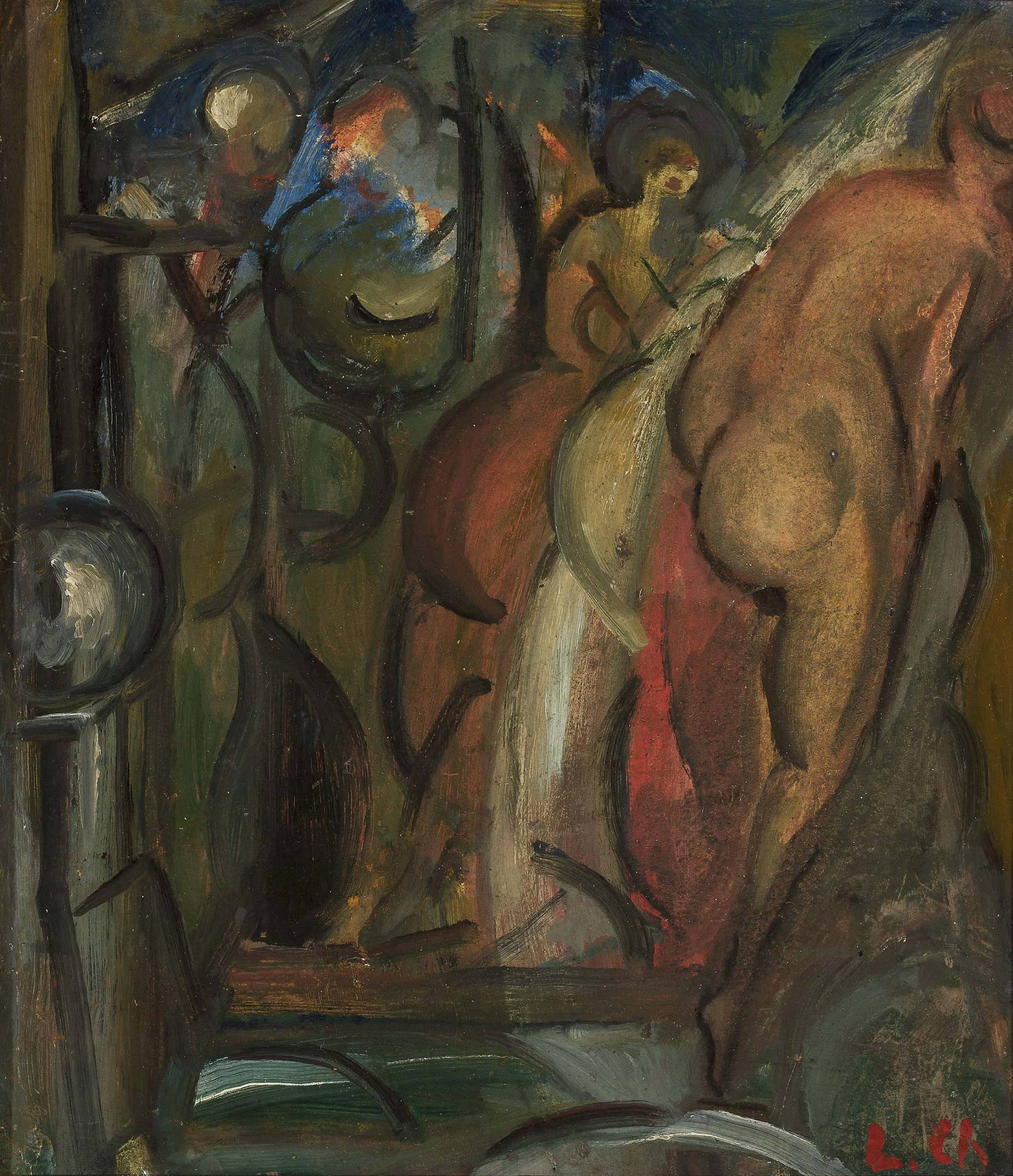
Kąpiące się, ok. 1920
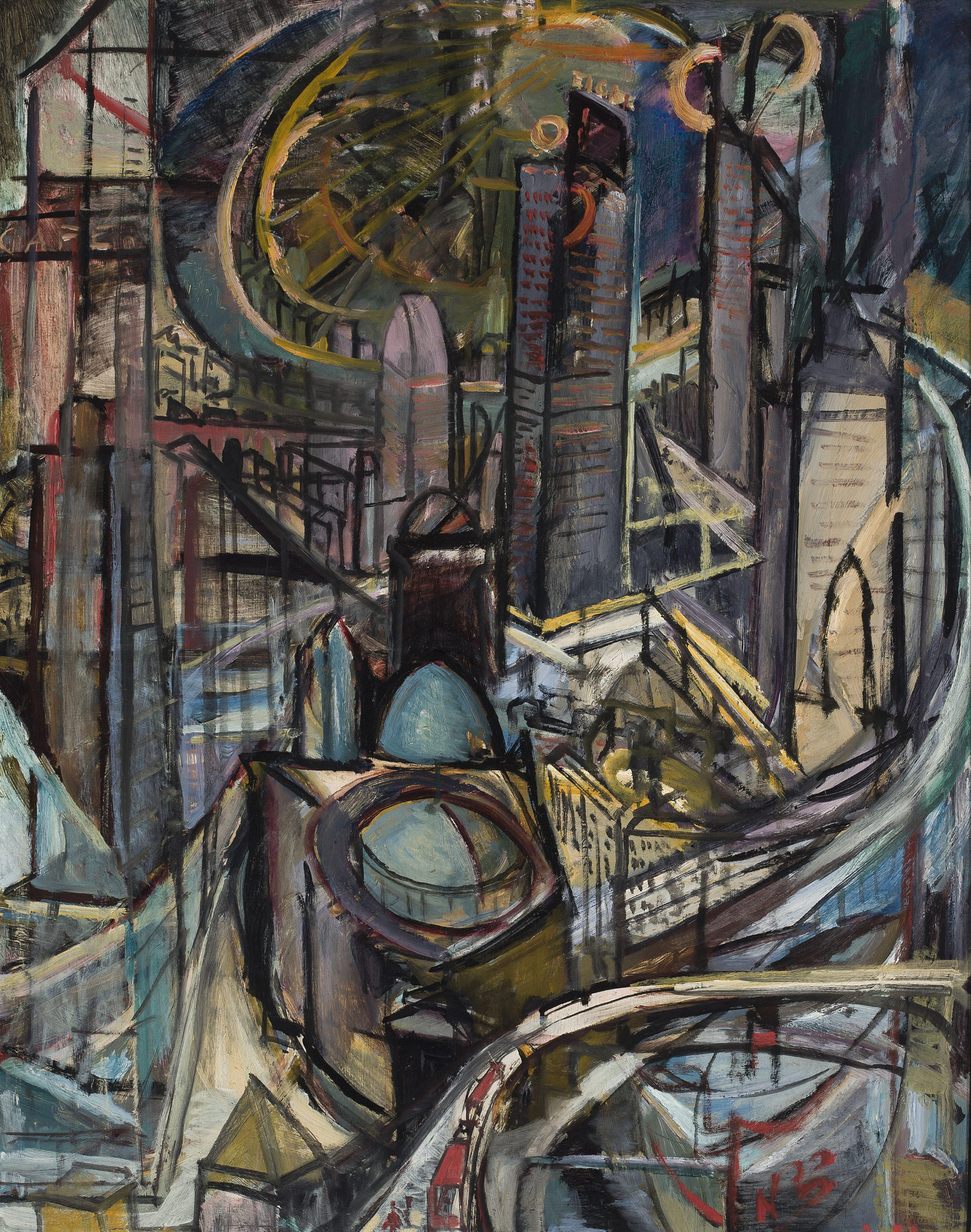
Miasto fabryczne, ok. 1920
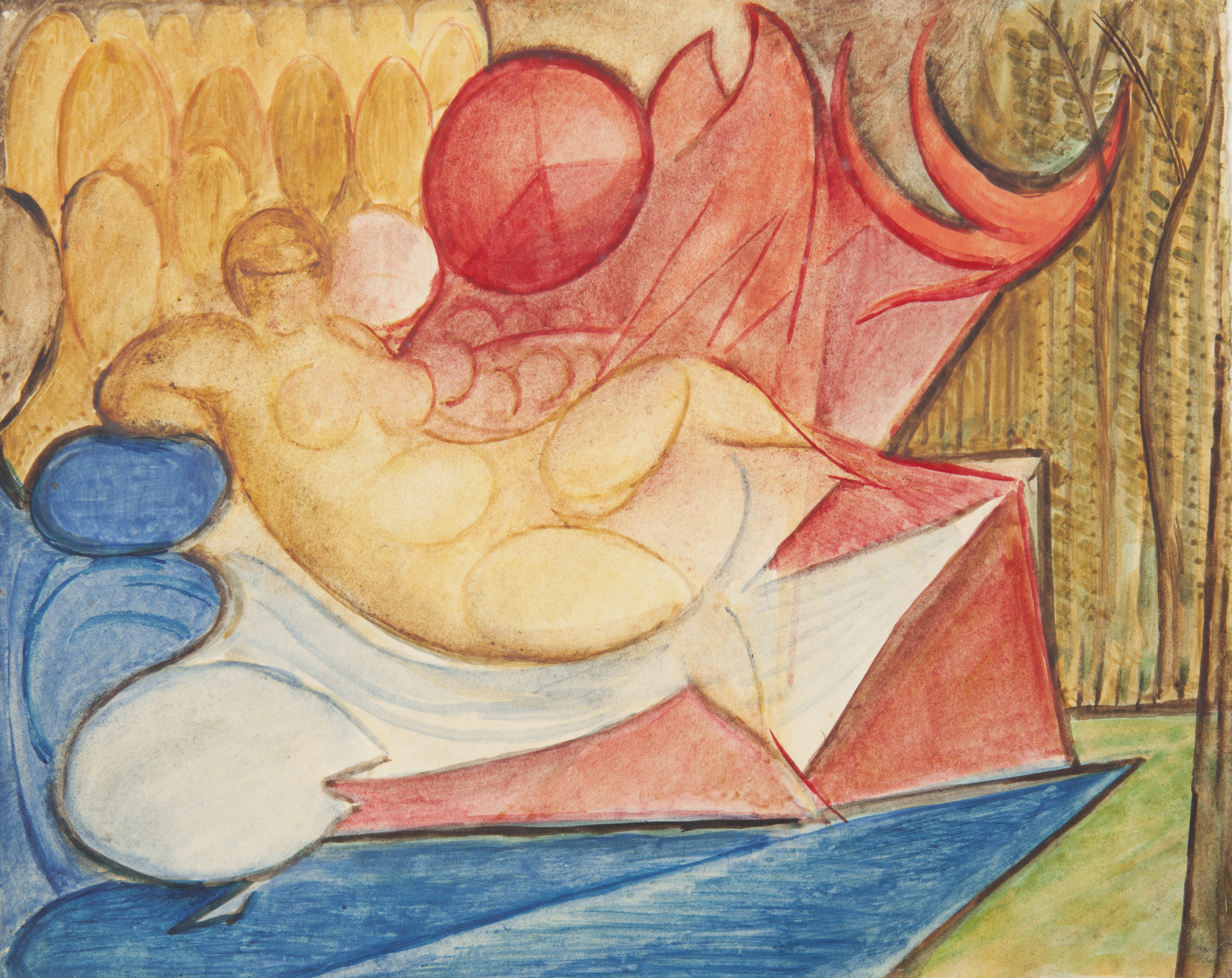
Leżący akt kobiecy, ok. 1922
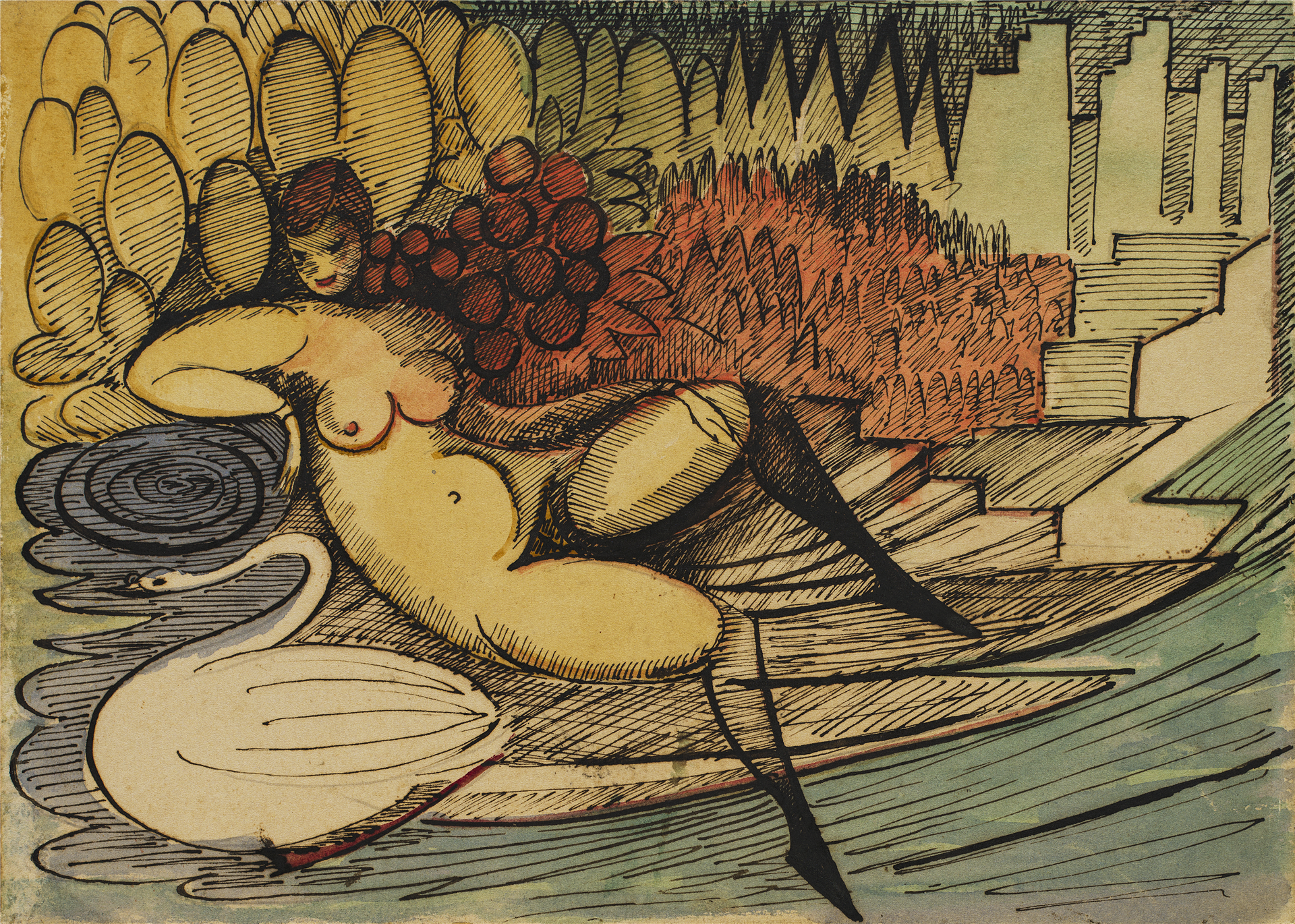
Leda, ok. 1925
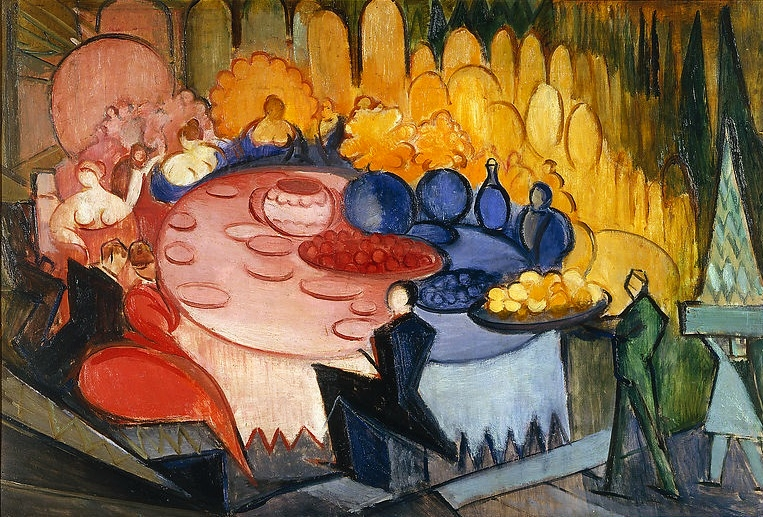
Uczta, ok. 1925
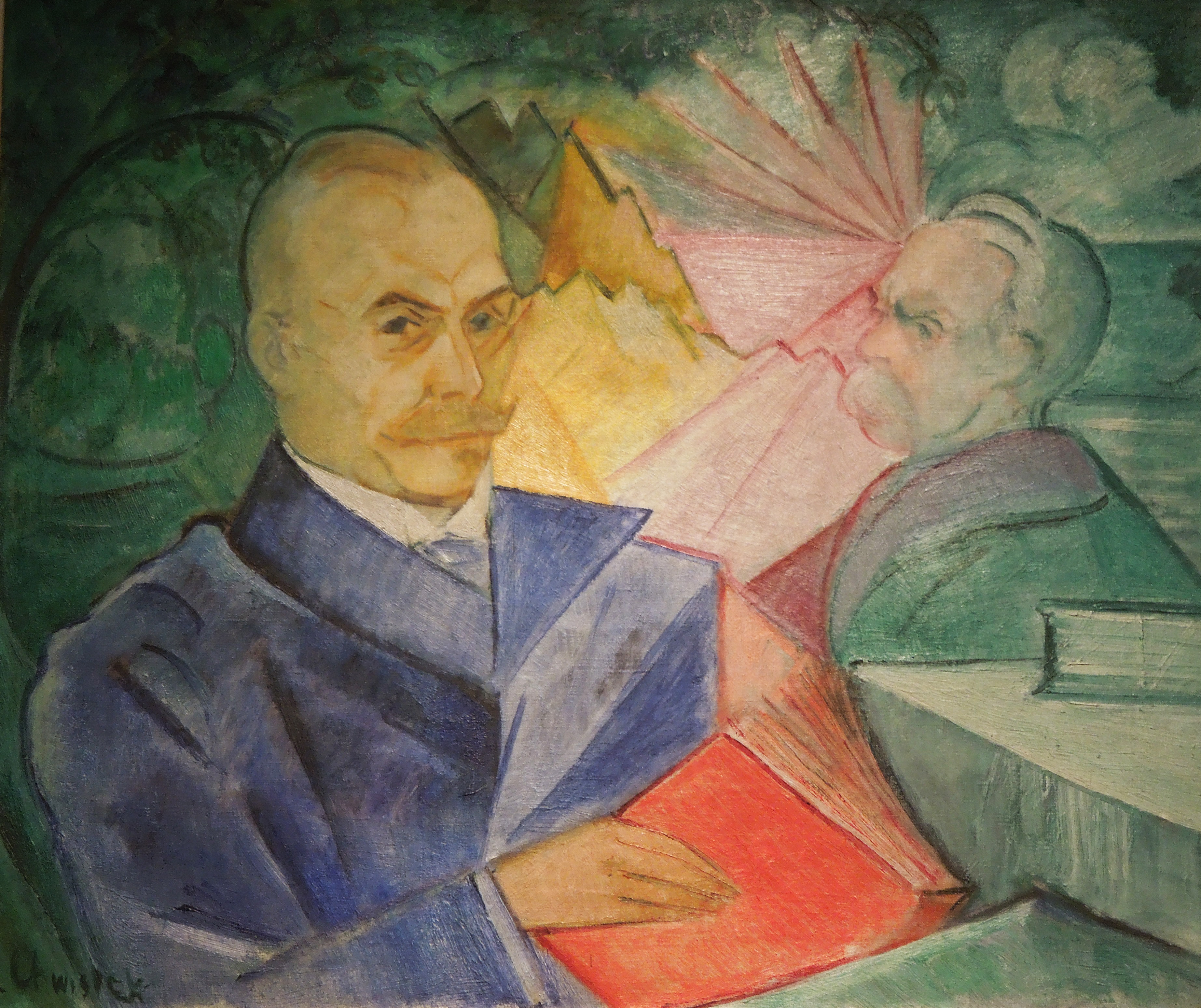
Portret doktora Jakóbca, 1925–1927
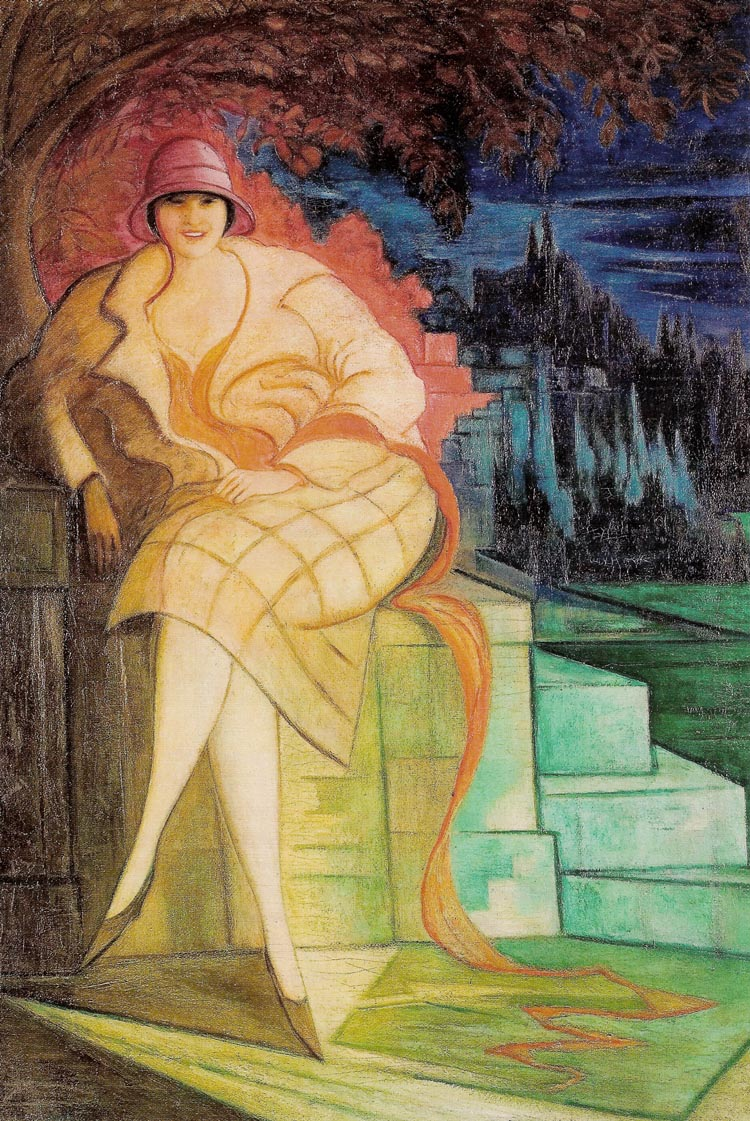
Portret żony, 1927
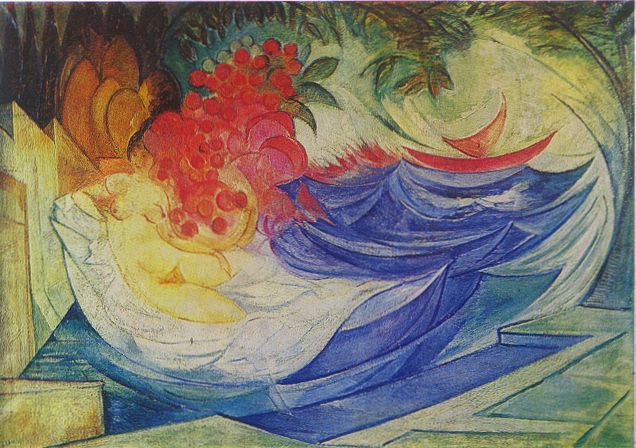
Wenus, 1928
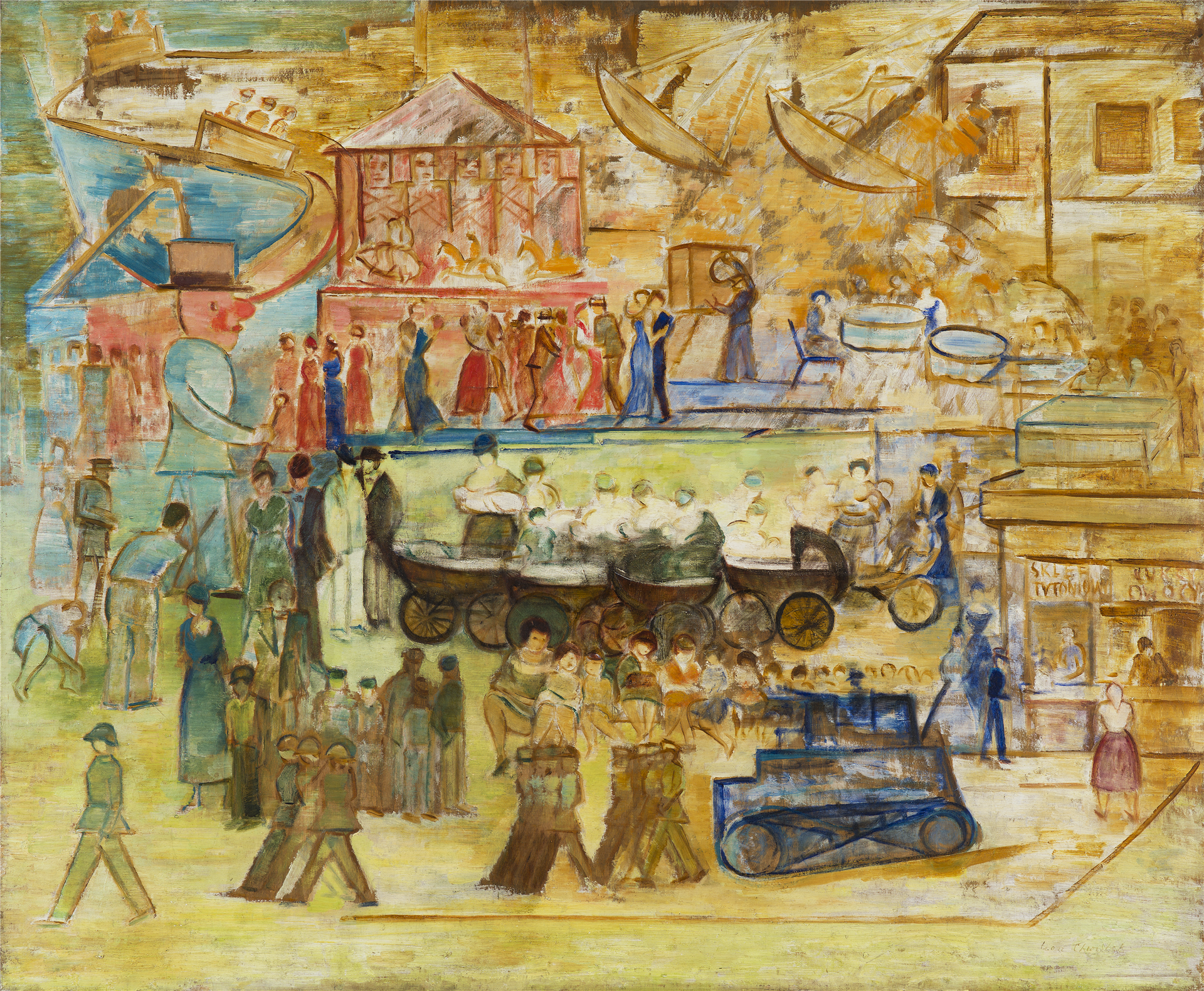
Karuzela, 1936
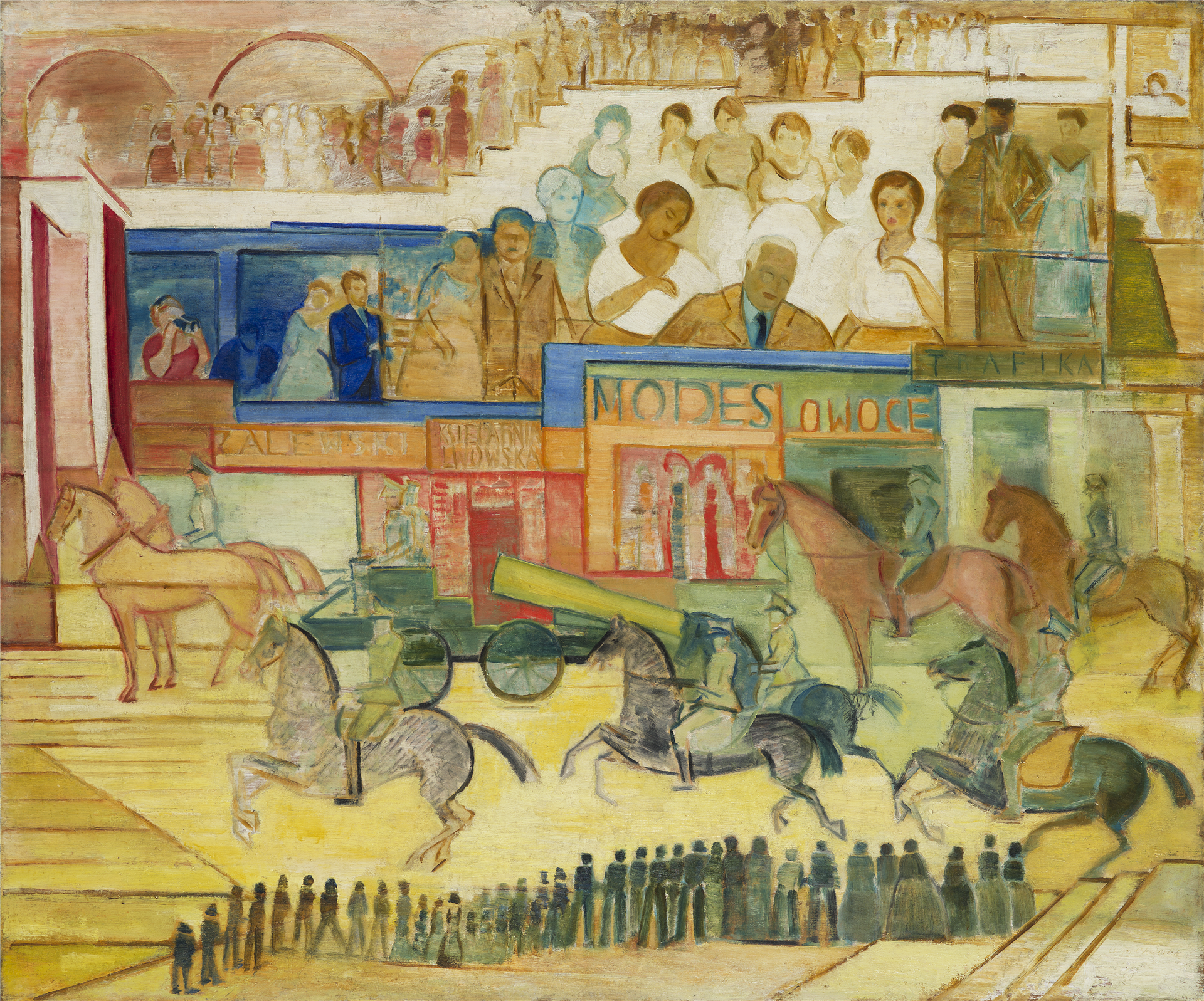
Pochód, 1937
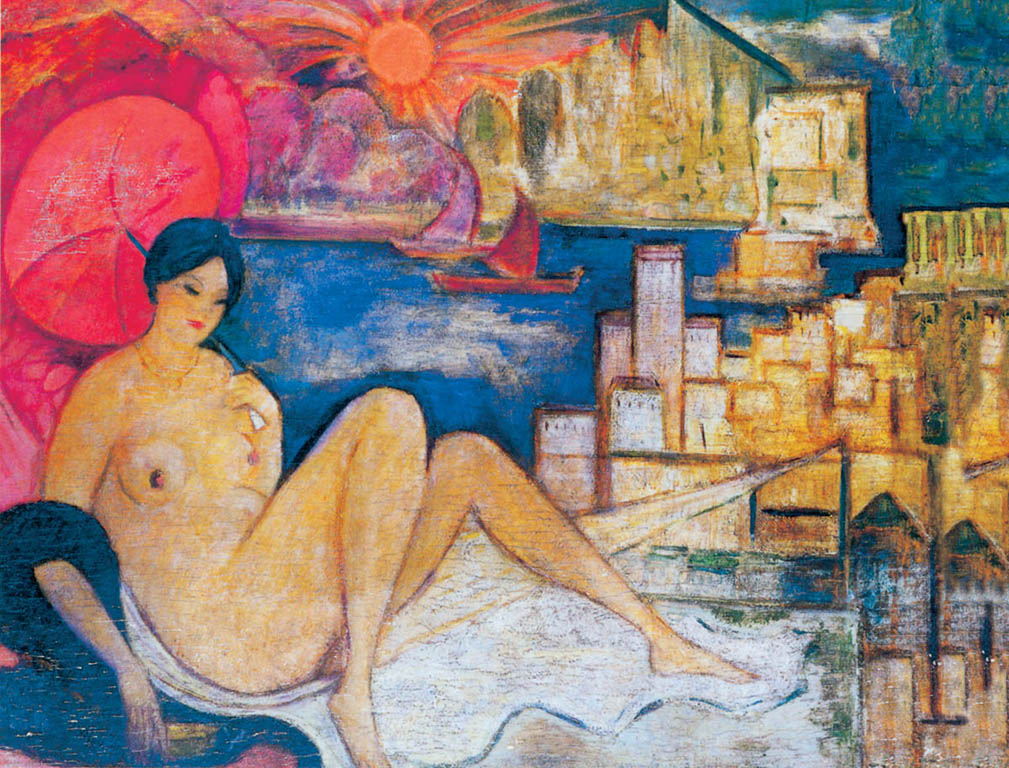
Akt, 1939